# Esquí de fons als Jocs Olímpics d'hivern de 2006 - esprint per equips femení
Als Jocs Olímpics d'Hivern de 2006 celebrats a la ciutat de Torí (Itàlia) es disputà una prova d'esquí de fons en la modalitat d'esprint per equips en categoria femenina, que unida a la resta de proves conformà el programa oficial dels Jocs.
Aquesta prova es disputà el 14 de febrer de 2006 a les instal·lacions esportives de Pragelato. Hi participaren un total de 32 esquiadores de 16 comitès nacionals diferents.

## Resum de medalles
| Or                                   | Argent                           | Bronze                                        |
| SuèciaAnna Dahlberg · Lina Andersson | CanadàSara Renner · Beckie Scott | FinlàndiaAino Kaisa Saarinen · Virpi Kuitunen |

## Resultats

### Semifinals
Es realitzaren dues semifinals de 8 equips cadascuna. Passaren a la final els cinc millors temps de cada una.
Semifinal 1
| Pos. | CON        | Nom                                    | Temps   |   |
| ---- | ---------- | -------------------------------------- | ------- | - |
| 1    | Finlàndia  | Aino Kaisa Saarinen Virpi Kuitunen     | 17:16.8 | Q |
| 2    | Canadà     | Sara Renner Beckie Scott               | 17:19.3 | Q |
| 3    | Itàlia     | Arianna Follis Gabriella Paruzzi       | 17:32.6 | Q |
| 4    | Japó       | Madoka Natsumi Nobuko Fukuda           | 17:33.1 | Q |
| 5    | Kazakhstan | Oxana Jatskaja Elena Kolomina          | 17:36.3 | Q |
| 6    | França     | Elodie Bourgeois Pin Aurelie Perrillat | 17:54.5 |   |
| 7    | Eslovènia  | Vesna Fabjan Maja Benedicic            | 18:53.5 |   |
| 8    | Ucraïna    | Marina Malets Lisogor Tatjana Zavalij  | 19:14.3 |   |

Semifinal 2
| Pos. | CON             | Nom                                       | Temps   |   |
| ---- | --------------- | ----------------------------------------- | ------- | - |
| 1    | Noruega         | Ella Gjømle Marit Bjørgen                 | 17:14.4 | Q |
| 2    | Rússia          | Olga Moskalenko-Rotcheva Alena Sidko      | 17:32.3 | Q |
| 3    | Suècia          | Anna Dahlberg Lina Andersson              | 17:33.5 | Q |
| 4    | Alemanya        | Evi Sachenbacher Stehle Viola Bauer       | 17:34.7 | Q |
| 5    | Estats Units    | Wendy Kay Wagner Kikkan Randall           | 17:51.4 | Q |
| 6    | Txèquia         | Helena Balatkova Erbenova Kamila Rajdlova | 18:11.6 |   |
| 7    | R.P. de la Xina | Wang Chunli Jiang Chunli                  | 18:18.4 |   |
| 8    | Estònia         | Piret Pormeister Kaili Sirge              | 19:13.6 |   |

### Final
| Pos. | CON          | Nom                                  | Temps   |
| ---- | ------------ | ------------------------------------ | ------- |
| 1    | Suècia       | Anna Dahlberg Lina Andersson         | 16:36.9 |
| 2    | Canadà       | Sara Renner Beckie Scott             | 16:37.5 |
| 3    | Finlàndia    | Aino Kaisa Saarinen Virpi Kuitunen   | 16:39.2 |
| 4    | Noruega      | Ella Gjømle Marit Bjørgen            | 16:48.1 |
| 5    | Alemanya     | Evi Sachenbacher Stehle Viola Bauer  | 17:03.5 |
| 6    | Rússia       | Olga Moskalenko-Rotcheva Alena Sidko | 17:08.5 |
| 7    | Itàlia       | Arianna Follis Gabriella Paruzzi     | 17:24.8 |
| 8    | Japó         | Madoka Natsumi Nobuko Fukuda         | 17:27.6 |
| 9    | Kazakhstan   | Oxana Jatskaja Elena Kolomina        | 17:42.8 |
| 10   | Estats Units | Wendy Kay Wagner Kikkan Randall      | 18:06.9 |